# Sphaeralcea rusbyi
Sphaeralcea rusbyi är en malvaväxtart som beskrevs av Samuel Frederick Gray. Sphaeralcea rusbyi ingår i släktet klotmalvor, och familjen malvaväxter.

## Underarter
Arten delas in i följande underarter:
- S. r. eremicola
- S. r. gilensis
- S. r. rusbyi